# 天苑一
波江座γ，又名BD-13 781，HD 25025、SAO 149283、HR 1231，是波江座的一颗恒星，视星等为2.95，位于銀經205.16，銀緯-44.47，其B1900.0坐标为赤經3h 53m 21.8s，赤緯-13° -44.47′ 34″。